# Вайзенбергер, Карл
Карл Вайзенбергер (нем. Karl Weisenberger; 20 сентября 1890, Вюрцбург — 28 марта 1952, Кемптен) — немецкий военачальник, участник Второй мировой войны, генерал от инфантерии.

## Биография
Карл Вайзенбергер родился в 1890 году в городе Вюрцбурге на севере Баварии.
В 1909 году поступил вольноопределяющимся в 9-й баварский пехотный полк «Вреде» баварской армии в составе армии Германской империи. 26 октября 1911 года был произведён в лейтенанты 20-го баварского пехотного полка «Принц Франц».
Участвовал в Первой мировой войне, после войны продолжил службу в немецкой армии. 1 февраля 1928 года стал майором, а в 1934 году был повышен до полковника и назначен командиром 21-го (баварского) пехотного полка Рейхсвера, а уже в 1935 году возглавил Военную Академию.
После начала Второй мировой войны генерал Вайзенбергер 15 октября 1939 года был назначен командиром 71-й пехотной дивизии, во главе которой принял участие во французской кампании. 15 февраля 1941 года генерал Вайзенбергер был назначен командовать 53-м армейским корпусом. В апреле того же года он был произведен в генерал от инфантерии. В этом чине и этой должности Вайзенбергер принял участие в войне против СССР, корпус под его командованием в составе группы армий «Центр» наступал по территории Белоруссии, затем принял участие в битве за Москву.
29 ноября 1941 года Вайзенбергер получил под своё командование 36-й Горный корпус, который вёл боевые действия в Карелии совместно с финнами в составе 20-й горной армии под началом сперва генерал-полковника Эдуарда Дитля, а затем — генерал-полковника Лотара Рендулича.
Генерал Вайзенбергер возглавлял корпус до 10 августа 1944 года, после чего был переведён в Резерв Фюрера. Однако уже 15 августа 1944 года он сменил генерала Морица фон Викторина на посту командующего 13-м военным округом в Нюрнберге.
Скончался генерал Вайзенбергер в 1952 году в родной Баварии.

## Награды
- Железный крест (1914) 2-го и 1-го класса (Королевство Пруссия)
- Орден «За военные заслуги» 4-го класса с мечами и короной (Королевство Бавария)
- Нагрудный знак «За ранение» (1918) в чёрном и серебре
- Почётный крест Первой мировой войны 1914/1918 с мечами (1934)
- Пряжка к Железному кресту (1939) 2-го и 1-го класса
- Рыцарский крест Железного креста (29 июня 1940)
- Медаль «За зимнюю кампанию на Востоке 1941/42»
- Немецкий крест в золоте (13 августа 1944 года)
- Орден Креста Свободы 1-го класса с мечами (Финляндия)